# Holder v. Humanitarian Law Project
Holder c. Humanitarian Law Project, 561 US 1 (2010), est un arrêt rendu en juin 2010 par la Cour suprême des États-Unis concernant l'interdiction par le Patriot Act de la fourniture d'un soutien matériel aux organisations terroristes étrangères (18 USC § 2339B). Cette affaire, initiée par le procureur général des États-Unis Eric Holder, représente l'une des deux seules fois dans la jurisprudence relative au premier amendement de la Constitution des États-Unis où une restriction à la liberté d'expression politique a passé avec succès le contrôle juridictionnel strict (strict scrutiny) opéré par la Cour dans ce domaine. L'autre affaire est Williams-Yulee c. Florida Bar.
La Cour suprême a statué contre une organisation non-gouvernementale étasunienne, Humanitarian law project, qui cherchait à aider le Parti des travailleurs du Kurdistan en Turquie et les Tigres de libération de l'Îlam tamoul au Sri Lanka à apprendre à résoudre les conflits de manière pacifique. La Cour a conclu que le Congrès des États-Unis, le Parlement fédéral, avait eu l'intention d'empêcher l'aide à de tels groupes, même dans le but de faciliter les négociations de paix ou les processus des Nations Unies, car cette aide correspondait à la définition légale de l'aide matérielle, à savoir la « formation », les « conseils ou assistance d'experts », les « services » et le « personnel ». Cette conclusion reposait sur le principe selon lequel toute aide pouvait contribuer à « légitimer » l'organisation terroriste et à libérer ses ressources pour des activités terroristes.
La Cour a noté que les mesures proposées par Humanitarian Law Project étaient générales et « entièrement hypothétiques » et impliquaient qu’une contestation postérieure à l’application des dispositions relatives au « soutien matériel » n’était pas mise en échec.

## Réception
L'ancien président Jimmy Carter a critiqué la décision et a déclaré :
« The "material support law" – which is aimed at putting an end to terrorism – actually threatens The Carter Center's work and the work of many other peacemaking organizations that must interact directly with groups that have engaged in violence. The vague language of the law leaves us wondering if we will be prosecuted for our work to promote peace and freedom »
« La " loi sur le soutien matériel " qui vise à mettre un terme au terrorisme – menace en réalité le travail du Centre Carter et celui de beaucoup d'autres organisations de maintien de la paix qui doivent interagir directement avec des groupes qui ont eu recours à la justice. La lettre vague de la loi nous laisse nous demander si nous seront poursuivis pour notre travail de promotion de la paix et de la liberté. »
— 
Élisabeth Decrey Warner, présidente de l'ONG suisse Appel de Genève, a également exprimé sa désapprobation en déclarant : « Les civils pris au milieu de conflits et espérant la paix vont souffrir de cette décision. Comment peut-on entamer des pourparlers de paix ou des négociations si on n'a pas le droit de parler aux deux parties ? ».
En janvier 2011, David D. Cole, professeur de droit au Georgetown University Law Center, qui a défendu la cause de Humanitarian Law Project, a commenté les développements survenus depuis la décision. Il a noté que plusieurs anciens dirigeants importants, dont Rudolph Giuliani et Tom Ridge, avaient exprimé leur soutien aux Moudjahidines du peuple d'Iran, un groupe d'opposition iranien désigné par les États-Unis comme une organisation terroriste. Il a déclaré qu'il soutenait leur droit de s'exprimer mais que même un plaidoyer non violent, comme celui demandant la révocation d'une désignation de « terroriste », était illégal en vertu de la décision de la Cour suprême. Il a également souligné les exemptions accordées au titre de « l'aide humanitaire » qui s'avèrent inclure des produits comme les cigarettes et les chewing-gums. Il a déclaré : « Selon la loi actuelle, il semble que le droit de faire des profits soit plus sacrosaint que le droit de demander la paix, et la nécessité d'apaiser les entreprises américaines plus impérieuse que la nécessité de fournir de la nourriture et un abri aux victimes du tremblement de terre et aux réfugiés de guerre. ».
Le linguiste Noam Chomsky a critiqué cette décision en la qualifiant de question de liberté d'expression et a déclaré qu'il s'agissait de « la première attaque majeure contre la liberté d'expression aux États-Unis depuis le tristement célèbre Smith Act de 1940 ». Il a également déclaré que cette décision avait des implications juridiques troublantes puisque Humanitarian Law Project avait conseillé au PKK de poursuivre la non-violence.
Le magazine Mother Jones a déclaré que « la Cour suprême a statué que même un discours protégé peut être un acte criminel s'il est prononcé sous la direction d'une organisation terroriste ». Il a ajouté que des personnes « pourraient être reconnues coupables de soutien matériel au terrorisme simplement pour avoir traduit un document ou mis en ligne une vidéo extrémiste, en fonction de [leurs] intentions ».
Les représentants du Mouvement international de la Croix-Rouge et du Croissant-Rouge ont déclaré que la décision n'affecterait probablement pas leurs opérations ou leurs relations avec le gouvernement étasunien.

## Mise en œuvre
En septembre 2010, le FBI a effectué des descentes chez des militants à Minneapolis et à Chicago et saisi des ordinateurs, des téléphones portables et des dossiers, et émis des assignations à comparaître à certaines personnes ciblées devant un grand jury fédéral. Les agents du FBI cherchaient des preuves de liens avec des groupes considérés par le gouvernement fédéral comme des organisations terroristes étrangères, notamment les Forces armées révolutionnaires de Colombie et le Front populaire de libération de la Palestine,. Les avocats ont fait la connexion entre les raids à la décision Holder,.

## Voir également
- Législation sur le terrorisme
- Liberté d'expression aux États-Unis
- Apologie du terrorisme